# 纳家营村

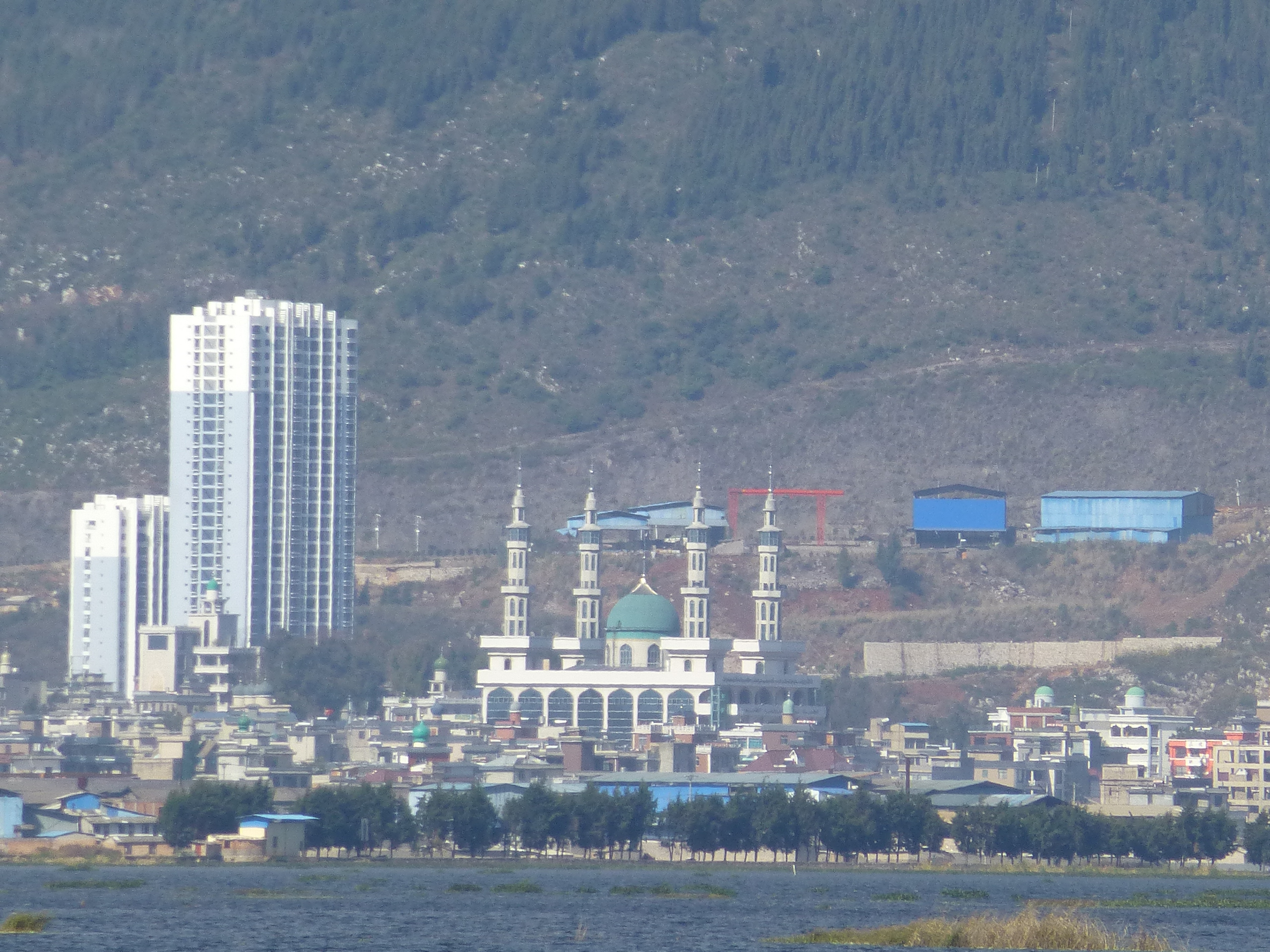
纳家营村

纳家营村，又称纳古纳家营村，是中华人民共和国云南省玉溪市通海县纳古镇下辖的一个村。

## 历史
唐朝初年，今纳家营一带属西宗州河西县。天宝年间，南诏叛唐，该地被原居于滇中地区的徙莫祗蛮占据，为步雄部。后来，受到阿僰部的反击，阿僰蛮的易渠占领该地。此后直至元朝，该地均为阿僰部领地。元宪宗六年，阿僰部内附，该地属阿僰万户。至元十三年（1276年），阿僰部属地则改为河西州，隶属于临安路。河西州后改为河西县，该地属之。
明朝时，该地仍属河西县。明朝初年，赛典赤·赡思丁曾孙纳数鲁（纳速鲁）的子孙从通海曲陀关迁来，落户纳家营，纳家营因而得名。在纳姓家族到来之前，该地也被荒弃，仅留有一座破烂的观音寺，以及旧时挖矿的遗迹。最早定居纳家营的有纳数鲁长子纳荣的三个儿子和纳数鲁次子纳华、三子纳富及其家人。最迟不晚于明天顺末年，纳家营已形成回民聚落，出纳姓外，还有马、合二姓回民。清末民初，纳家营也被称为“土军村”，据纳为信《元咸阳王赛典赤·赡思丁世家》一说，因古代曾有军人奴隶在此挖矿而得名。
民国十五年（1926年），位于长房巷的两所古代房屋和三房巷的一所古代房屋因火灾被毁，传说为纳姓迁来是建造。中华人民共和国成立之初，纳家营为四街镇的一个村公所。1988年，经云南省人民政府批准，建立纳古回族乡，有纳家营、古城、三家村三个回族村，乡政府驻纳家营村。1997年，撤销纳古回族乡，建立纳古镇，镇政府驻纳家营村。

## 地理
纳家营村背靠狮子山，面临杞麓湖，南去通海县城14公里，北上昆明110公里，平均海拔1800米。
临近杞麓湖建有小海湿地公园，位于杞麓湖海埂路，是云南通海杞麓湖国家湿地公园的一部分。

## 民族宗教

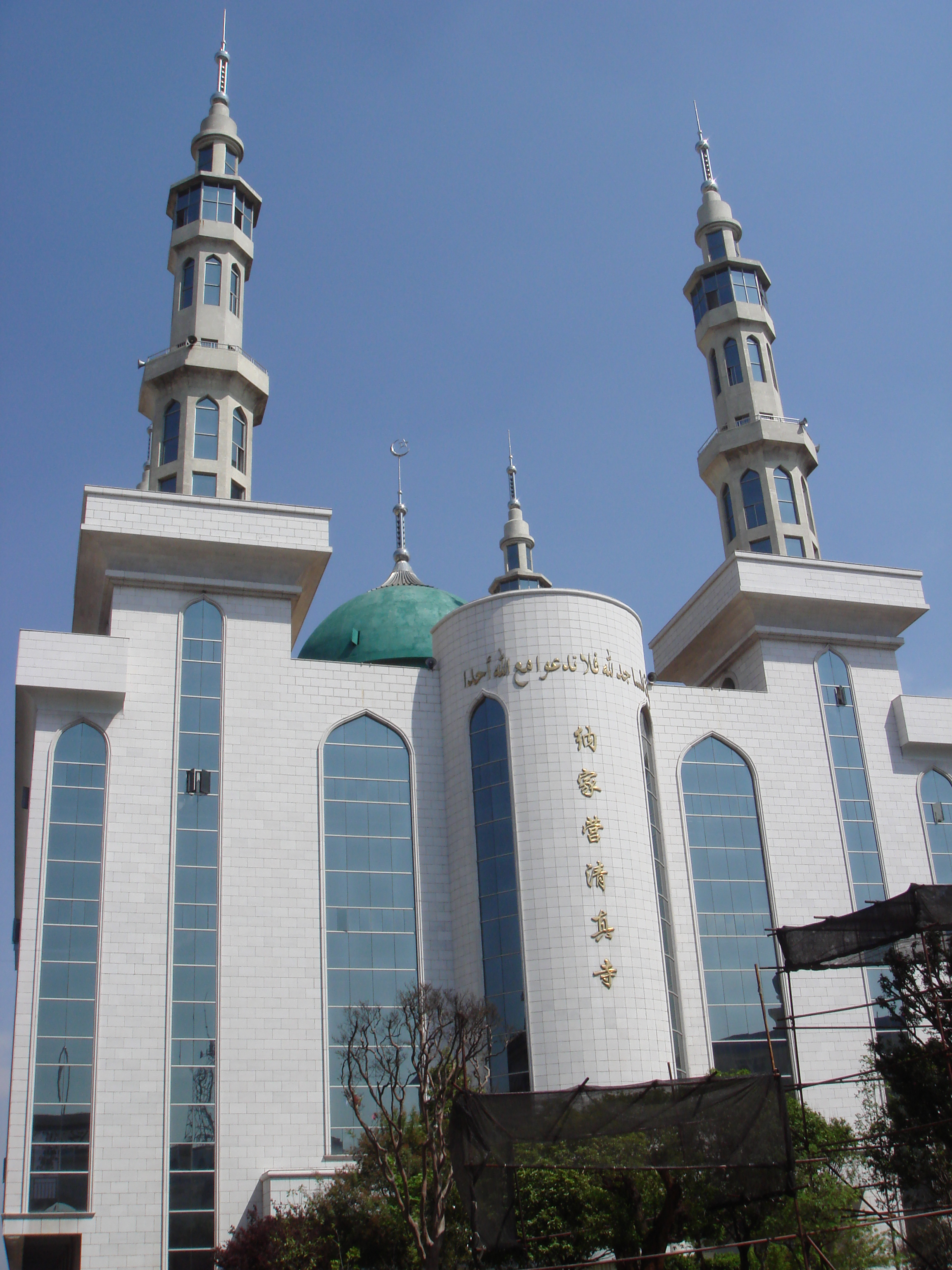
纳家营清真寺

纳家营村是一个以回族为主体，回、汉、彝等民族杂居的村落，有“小麦加”之称。村中回族居民多信仰伊斯兰教。村内建有纳家营清真寺，曾是云南省最大的清真寺。
纳家营村是“民族团结示范村”，政府有专项资金用于支持民族团结示范项目的建设。2021年，纳家营村获得民族团结示范项目资金100万元人民币，用于进行湖滨路和小海路的硬化建设。

## 经济
纳家营村传统经济以农业为主，同时擅长工业、运输业。1980年代以来，该村兴办了大量私营企业，成为云南省著名的回族富裕村，有很多居民侨居海外，有“侨乡”之称。
纳家营村的“海泥田”紧靠小海湿地公园，因临近湖水、地势低洼，可常年蓄水，适宜种植水生农作物。纳家营村在海泥田开展60余亩连片种植莲藕的绿色种养项目，以推动农业种植结构调整，助力杞麓湖保护治理。莲藕品种为从建水县引进的香藕。
纳家营被誉为“手工刀具之乡”，几乎家家户户都会打制刀具，尤其是纳古茶刀，被视为纳家营的代表性传统手工艺品。
纳家营每年斋月会举办“特色美食街”活动，在纳古镇文化路、大菜市场等出设置售卖各类特色小吃、烧烤、甜品、奶茶果汁、手工艺品的摊位，吸引当地和外地游客前往游玩。